# Ptiliogonys caudatus
El capulinero colilargo o papamoscas sedoso de cola larga (Ptiliogonys caudatus) es una especie de ave paseriforme de la familia Ptiliogonatidae nativa de la cordillera de Talamanca. 

## Descripción
Son comunes en la Cordillera de Talamanca, arriba de los 1600 m s. n. m., hasta la línea del páramo. Se encuentran en bosques y en sus bordes. Normalmente se paran al final de las ramas, en árboles altos, aunque se puede observar a niveles bajos cuando se alimenta de bayas en los arbustos. También atrapan insectos en persecuciones acrobáticas, usualmente andan en grupos disgregados.
Los machos miden unos 24 cm de longitud y pesan cerca de 37 gramos. Tiene la frente gris pálida y un penacho de color amarillo como el resto de la cabeza, el cuello, la garganta y la parte inferior del vientre. Su espalda, la parte inferior del pecho y la región superior del abdomen son de color azul grisáceo. Sus plumas de vuelo y su larga cola son negras. Las plumas externas de la cola están manchadas de blanco.
Las hembras son más pequeñas, unos 21 cm de longitud, y generalmente son más apagadas que los machos, con la frente de color gris oscuro, el plumaje del cuerpo es verde oliváceo, y su cola es más corta y de un negro más apagado. Los pájaros inmaduros son similares a los adultos, pero las plumas centrales de su cola son más cortas.